# Parafia św. Bartłomieja Apostoła w Pogrzebieniu
Parafia św. Bartłomieja Apostoła w Pogrzebieniu - rzymskokatolicka parafia należy do dekanatu pogrzebieńskiego w archidiecezji katowickiej. Została utworzona w XIV wieku. Duszpasterzami są księża salezjanie.